# El present vulnerable. Diaris I (1973-1978)
El present vulnerable. Diaris I (1973-1978) és la primera incursió del poeta i traductor Feliu Formosa i Torres en el terreny del dietarisme. L'any 2009, se n'estrenà al Teatre Nacional de Catalunya una adaptació escènica.
El 2012 hi tornà amb Sala de miralls, en què l'estructuració coherent dels materials en blocs corresponen als mesos de l'any.